# Осуђено лице
Осуђено лице је особа која је починила одређену протвправну радњу (чин, кривично дело) и за то је од стране суда у правном поступку правноснажно осуђено законом предвиђеном казном. Казна може бити затворска казна, условна затворска казна, новчана казна или нека мера (нпр. мера обавезног лечења), коју суд изриче како би се појединац одвратио од чињења кривичних дела и генерално превентивно деловало на друге да не чине кривична дела.
Најтежа осуда за појединца јесте затворска казна којом се на одређено време човек лишава слободе или тачније, ограничава му се слобода боравком у затворској установи.